# Бетлеме (Торино)
Бетлеме је насеље у Италији у округу Торино, региону Пијемонт.
Према процени из 2011. у насељу је живело 416 становника. Насеље се налази на надморској висини од 198 м.